# Camponotus interjectus
Camponotus interjectus är en myrart som beskrevs av Mayr 1877. Camponotus interjectus ingår i släktet hästmyror, och familjen myror. Inga underarter finns listade.